# مارک لین-بیکر
مارک لین-بیکر (انگلیسی: Mark Linn-Baker؛ زادهٔ ۱۷ ژوئن ۱۹۵۴) بازیگر و کارگردان فیلم اهل ایالات متحده آمریکا است. وی از سال ۱۹۷۹ میلادی تاکنون مشغول فعالیت بوده‌است.
وی در خانواده‌ای فرهنگی بزرگ شد و والدین او هر دو در تئاتر فعال بودند و در فعالیت‌های حقوق مدنی شرکت داشتند.
از فیلم‌ها یا برنامه‌های تلویزیونی که وی در آن نقش داشته است، می‌توان به از کجا می‌دانی، سال محبوب من و منهتن اشاره کرد.